# Link (teoria dei nodi)

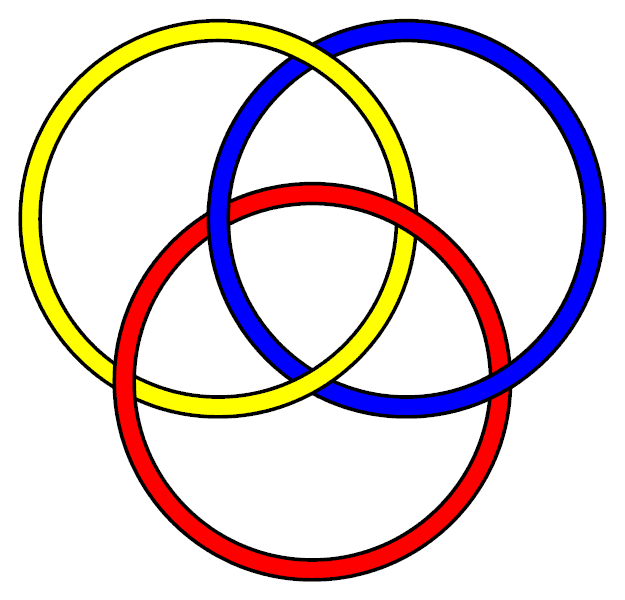
Gli anelli di Borromeo, un link con tre componenti, ciascuna delle quali è un nodo banale (cioè sciolto).

In matematica, e più precisamente nella teoria dei nodi, un link è una collezione di nodi nello spazio.

## Definizione
Più formalmente, un link è un insieme finito di curve semplici chiuse disgiunte nello spazio euclideo tridimensionale. Tali curve sono supposte differenziabili.

Un link con 5 componenti.

Due link sono ritenuti equivalenti se sono collegati da una isotopia, ovvero da un movimento continuo del link che (a differenza dell'omotopia) richiede che il link "resti tale" ad ogni istante. Tramite la nozione di isotopia, il link modellizza l'idea di un certo numero di elastici flessibili, possibilmente annodati fra loro, che possono essere deformati ma non tagliati né reincollati.
Un link ha quindi un certo numero (finito) di componenti connesse, ciascuna delle quali è un nodo. I link presentano molte analogie con i nodi, poiché sono una loro naturale estensione: come i nodi, possono essere raffigurati tramite diagrammi su un piano, con incroci, e sono generalmente definiti dai matematici dentro la sfera tridimensionale {\displaystyle S^{3}} piuttosto che dentro lo spazio euclideo {\displaystyle \mathbb {R} ^{3}}: la sfera è infatti ottenuta aggiungendo semplicemente un "punto all'infinito", ed è ritenuta più maneggevole perché compatta.

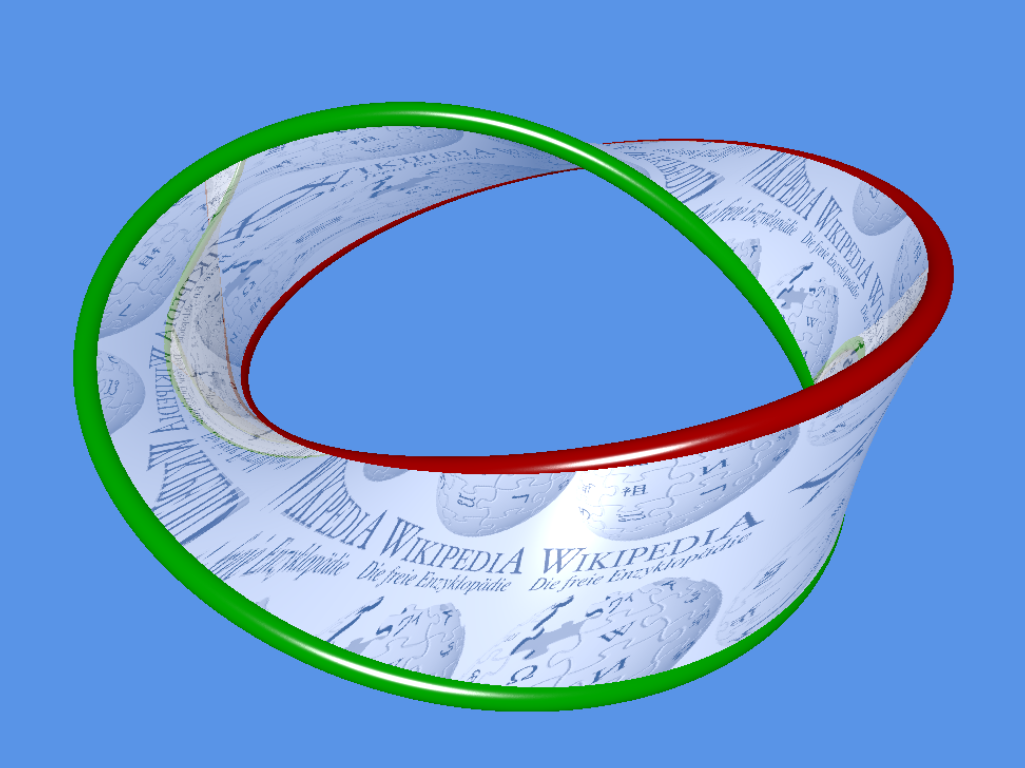
Un link di Hopf, visto come bordo di un anello. Attenzione, questo non è il nastro di Möbius, il cui bordo ha una sola componente!

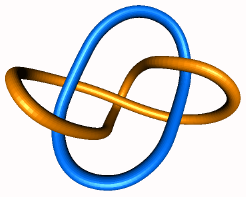
Il link di Whitehead.

## Esempi
L'esempio più semplice di link (con almeno due componenti) è il link di Hopf, che consiste di due cerchi annodati come nella figura a sinistra. Può essere rappresentato con un diagramma con soli due incroci.
Gli anelli Borromei hanno una proprietà importante: i tre anelli sono legati fra loro, benché non lo siano a coppie. Più precisamente, rimuovendo uno qualsiasi dei tre anelli, i due anelli rimanenti risultano sciolti, benché i tre insieme non lo siano.
Un link torico è un link contenuto nella superficie di un toro. I link torici sono parametrizzati da una coppia {\displaystyle (p,q)} di interi, ed il numero di componenti è pari al massimo comune divisore di {\displaystyle p} e {\displaystyle q}. Ad esempio, il link di Hopf è il link torico {\displaystyle (2,2)}
Il link di Whitehead è invece importante nella topologia della dimensione bassa, perché il suo complementare è un esempio semplice di spazio iperbolico. Anche il complementare degli anelli Borromei è uno spazio iperbolico.